# 林西県
林西県（りんせい-けん）は、中華人民共和国内モンゴル自治区赤峰市に位置する県。

## 行政区画
2街道、7鎮、2郷を管轄：
- 街道弁事処
  - ホトイーン・ホエン・ジュール・ゴドムジ（城北街道）
  - ホトイーン・オムヌフ・ジュール・ゴドムジ（城南街道）
- 鎮
  - 林西鎮
  - 新城子鎮
  - 新林鎮
  - テブン・ゲル・バルガス（五十家子鎮）
  - 官地鎮
  - 大井鎮
  - 統部鎮
- 郷
  - 大営子郷
  - 十二吐郷